# Calocheiridius centralis
Calocheiridius centralis es una especie de arácnido del orden Pseudoscorpionida de la familia Olpiidae. Presenta las subespecies Calocheiridius centralis centralis y Calocheiridius centralis nataliae.

## Distribución geográfica
Se encuentra en la India, Afganistán y en Irán.